# Pseudocercospora dingleyae
Pseudocercospora dingleyae är en svampart som beskrevs av U. Braun & C.F. Hill 2002. Pseudocercospora dingleyae ingår i släktet Pseudocercospora och familjen Mycosphaerellaceae.   Inga underarter finns listade i Catalogue of Life.